# Vittoria Raffaella Aleotti
Vittoria Raffaella Aleotti (getauft als Vittoria Elisabetta am 22. September 1575 in der Parochialkirche Santa Maria in Vado/Ferrara, Italien; † unsicher‚ wahrscheinlich nach 1646) war eine italienische Komponistin, Organistin und Dirigentin.
Vittoria Aleotti war die zweite von fünf Töchtern des Architekten Giovanni Battista Aleotti am Hof des Herzogs Alfonso II. d’Este in Ferrara. Den Vornamen Raffaella nahm sie beim Eintritt in das Augustinerinnen-Kloster San Vito in Ferrara 1589 an; unter dem Namen Raffaella Aleotti wurde sie später Priorin des Klosters. Der Namenstausch führte dazu, dass unter beiden (verschiedenen) Vornamen Kompositionen veröffentlicht wurden und die Musikwissenschaft lange davon ausging, es habe zwei Komponistinnen unter dem Namen Aleotti gegeben.

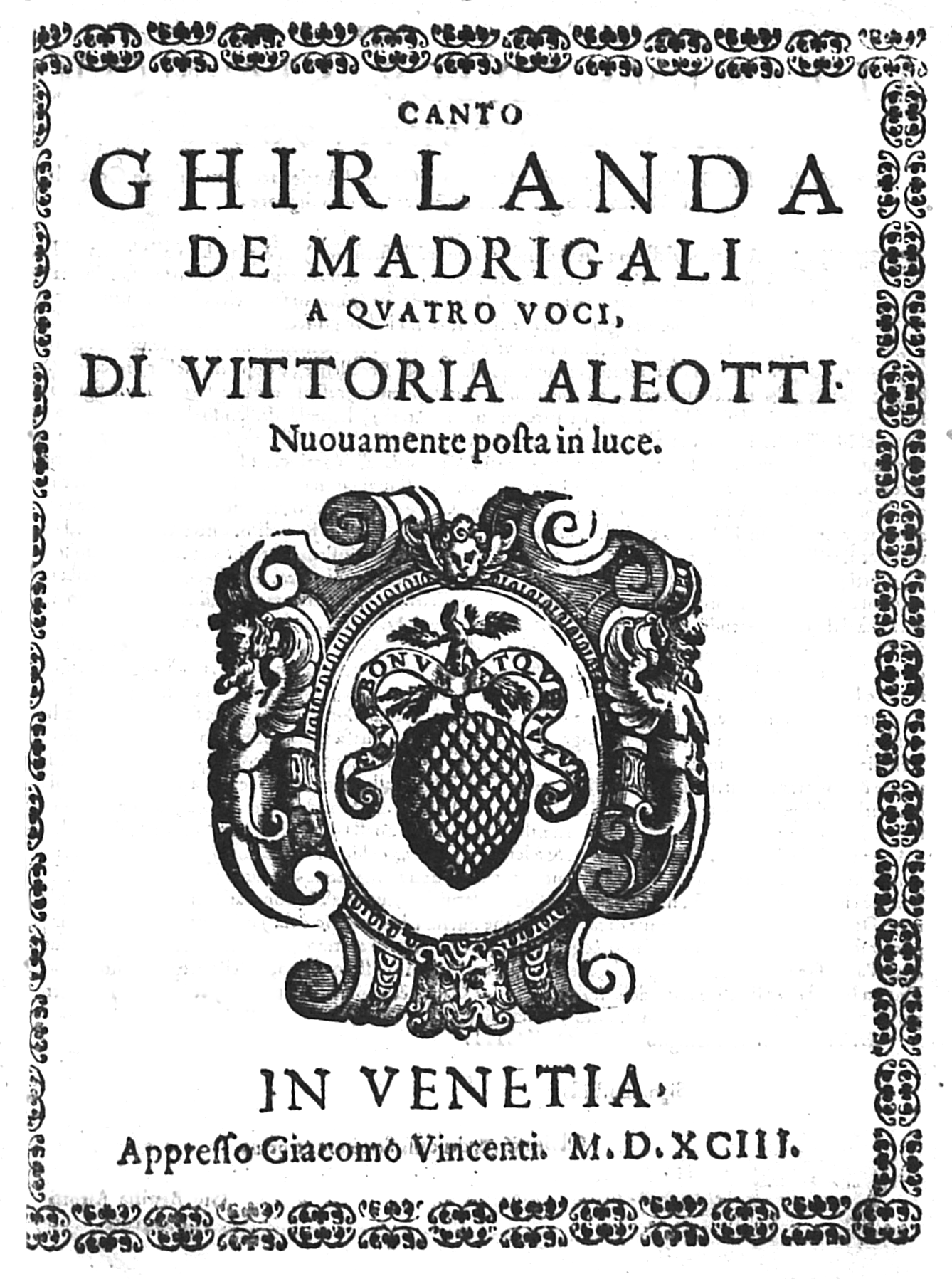
Vittoria Aleottis weltliche Madrigalsammlung Ghirlanda 1593

## Leben und Wirken

### Zur Namensfrage
In der Musikgeschichtsschreibung war lange nicht entschieden, ob unter ihren beiden Vornamen nicht zwei unterschiedliche Komponistinnen zu verstehen sind, da sowohl unter Vittoria Aleotti als auch Raffaella Aleotti Kompositionen gedruckt wurden.
Nach MGG 1 1974 traten zwei Schwestern Aleotti, Vittoria und Raffaella, ins Augustinerinnen-Kloster San Vito in Ferrara ein. Dagegen war es nach MGG 2 (nur) Vittoria, die beim Eintritt ins Kloster mit vierzehn Jahren ihren Namen in Raffaella umwechselte.
Nach einem bisher unbeachteten Artikel von Johann Gottfried Walther waren es zwei Schwestern, die Musikunterricht erhielten, die jüngere davon war Vittoria. Gregor Scherf nennt alle fünf Aleotti-Töchter mit Namen und als jüngstes Kind den Sohn G. B. Aleottis. Nach Scherfs Recherchen gingen beide, die älteste (Beatrice) und die zweite Tochter (Vittoria) ins Kloster S. Vito. Vittoria nahm im Kloster den Namen Suor Raffaella an. Walther gibt ihre vom Vater 1593 (nachträglich) in Venedig veröffentlichte Madrigal-Sammlung an: „Ghirlanda e Marigali á 4 voci, 21. mit italiänischen Text versehene Stücke, von des ‚Guarini Poesie‘“. Ihren Namen als Nonne zu ändern, entspricht den Riten eines Klosters. Unter dem Namen „Raffaella Aleotti“ wurden, ebenfalls 1593, ihre Sacrae Cantiones à 5, 7, 8 & 10 v.[oces] decantandae in Venedig gedruckt.
Der Name Vittoria taucht seit ihrem 14. Lebensjahr und Eintritt ins Kloster (1588/1589) dort nicht mehr auf, was ihre Namensänderung bestätigt. Allerdings gab es noch die beiden Veröffentlichungen unter ihrem (Vittorias) Namen außerhalb des Klosters (1591 und 1593), wovon die von 1593, wie gesagt, laut Johann Gottfried Walther vom Vater initiiert wurde.

### Lebensumstände in Ferrara, Unterricht und erste Kompositionen
Der Vater Giovanni Battista Aleotti war als künstlerisch einflussreicher Architekt, Ingenieur, Bühnenbildner und Ballett-Direktor (?) 22 Jahre lang, bis zum Tod des Herzogs Alfonso II. 1597, am Estensischen Hofe von Ferrara verpflichtet. Er erbaute später das Teatro Farnese in Parma.
Vittoria Aleotti wuchs in künstlerisch bedeutsamer Umgebung auf und bekam gemeinsam mit ihrer älteren Schwester Beatrice Lucrezia von Musikern des Ferrareser Hofes Musikunterricht, wie von Johann Gottfried Walther beschrieben. Die Lehrer waren der französische Komponist Alessandro Milleville (* 1521 Paris; † 1589 Ferrara) sowie dessen Schüler, der aus Ferrara gebürtige Organist Ercole Pasquini. Zuerst hörte die knapp fünfjährige Vittoria bei ihrer älteren Schwester nur zu, nach einem Jahr erhielt sie Unterricht bei Pasquini. Von der ältesten Aleotti-Tochter wurde, außer ihrem Namen Beatrice und dem von Walther beschriebenen Unterricht, nichts weiter bekannt.

Die Musik am Estensischen Hof spielte seit Jahrhunderten eine große Rolle in Italien und hat seit der Zeit Alfonsos II., der Zeit des Manierismus, einen besonderen Ruf als „Ferrareser Madrigalschule“. Walther schreibt in seinem Artikel (1732) so detailliert über die Begabung des Kindes Vittoria, als hätte er einen besonderen Gewährsmann dafür gehabt.

„Aleotti (Vittoria) die zweyte Tochter des Gio. Battista Aleotti von Argenta, war, als ihre ältere Schwester anfänglich von Alessandro Milleville, und hernach von Ercole Pasquini in der Music informiret wurde, im vierten bis fünfften Jahr ihres Alters allzeit zugegen, und fassete unvermerckt so viel, daß sie in Jahres-Frist anfieng, so wohl mit Verwunderung der Eltern, als des letztern Informatoris selbst, auf dem Arpicordo [vermutl. Virginal] zu spielen; wurde hierauf zwey Jahr lang mit ungemein gutem Success von diesem guten Alten [d.i. Pasquini] informiret, auch auf dessen Vorstellung in das zu Ferrara sonderlich wegen der Music berühmte Nonnen-Closter zu S. Viti gethan, um sich in selbigen noch besser zu perfectionieren […]“

Nach Walther hat sie daraufhin „verschiedene Sachen“ komponiert. Als ihre früheste Veröffentlichung erschien 1591 das fünfstimmige Madrigal Di pallide viole in der Sammlung Il Giardino de’ Musici Ferraresi, gedruckt in Venedig. Der Vater sorgte dafür, dass Vittoria Texte des als Hofsekretär angestellten Dichters Giovanni Battista Guarini zum Vertonen erhielt. Darauf komponierte Vittoria eine eigene Sammlung von 21 (weltlichen) Madrigalen, die ihr Vater 1593 in Venedig veröffentlichte, im selben Jahr, als sie sich mit neuem Vornamen Raffaella mit dem Druck ihrer Sacrae cantiones als geistliche Komponistin qualifizierte.

### Tasteninstrumente in Ferrara
Das Spielen von Tasteninstrumenten stand in Ferrara schon in der Renaissance in hoher Blüte und führte zur Orgelkunst des Girolamo Frescobaldi (1583–1643). In der Stadt gab es wertvolle Orgeln, auch besaß der Hof das berühmte „Clavicembalo grande, con tutti e tre generi Armonici“, das von Don Nicola Vicentino (1511–1572) erfunden worden war. Dieses unterteilte die Oktaven in 31 verschiedene Töne und Tasten und besaß eine entsprechend kompliziertere Tastenkonstruktion als für normalerweise 12 Halbtöne, verteilt auf zwei Manualen. In Ferrara konnte es offenbar allein vom Hof- und Domorganisten und Leiter der höfischen Instrumentalmusik Luzzasco Luzzaschi (1545–1607) gespielt werden, den Walther den „besten Organisten“, „so iemahls Italien gehabt hat“ beschreibt. Die klavieristisch begabte Vittoria dürfte von dieser Konstruktion, die das antike griechische Tonsystem wiederbeleben sollte, für ihr Komponieren profitiert haben.

### Musik im Kloster San Vito
Dass Raffaellas Orgelkünste im Kloster San Vito gerühmt wurden, spricht einmal mehr für ihre Identität mit Vittoria. Sie wurde Priorin dieses Klosters. Raffaela gab selbst 1593 ihre geistlichen Motetten heraus für Ensembles bis zu zehn Stimmen: Sacrae Cantiones à 5, 7, 8 u. 10 v.[oces].
Ob die berühmte Klostermusik von San Vito mit dem ebenfalls berühmten Concerto delle Donne des Hofes von Ferrara Gemeinsamkeiten hatte, ist nicht bekannt. Doch gab es sicher Berührungspunkte mit dem Hof und gegenseitigen Besuch der Konzerte. Ein Konzertbericht über einen Auftritt der Nonnen am herzoglichen Hof ist noch nicht ganz verifiziert. Die dabei beschriebene, mit einem langen, polierten Dirigierstab dirigierende maestra del concerto (ohne Namensnennung) müsste Raffaella Aleotti gewesen sein.
In einer Beschreibung Giovanni Maria Artusis ist zu lesen, dass die Nonnen nicht nur als Sängerinnen auftraten, sondern eine Vielzahl Instrumente spielten: Horn, Posaune, Violine, Viola bastarda, Doppelharfe, Laute, Dudelsack, Flöte und Cembalo. Der Bologneser Patrizier und Musikgelehrte Ercole Bottrigari nennt die Nonne Raffaella als Leiterin von dreiundzwanzig musizierenden Nonnen.

## Werke
Unter dem Namen Vittoria Aleotti erschienen:
- Di pallide viole, 5-stimmiges Madrigal, enthalten in der Sammlung Il Giardino de' Musici Ferraresi. Vincenti, Venedig 1591 (Nach MGG 1 fälschlich unter "Vittorio" [Aleotti] statt "Vittoria" [Aleotti] genannt).
- Ghirlanda de Madrigali a 4v.[oces]. 21 Madrigale nach Texten B. Guarinis. Vincenti, Venedig 1593 (Digitalisat der Herzogin Anna Amalia Bibliothek. Nach Walther 1732 ist der Druck vom Vater veranlasst worden).

Unter dem Namen Raffaella Aleotti erschienen:
- Sacrae Cantiones à 5, 7, 8 u. 10 v.[oces] decantandae. 18 geistliche Motetten, darunter zwei ihres Lehrers Ercole Pasquini. Amadino Vincenti, Venedig 1593.
- Hörbeispiel bei Internetzeitschrift VAN